# Chattasandra, Chiknayakanhalli
Chattasandra là một làng thuộc tehsil Chiknayakanhalli, huyện Tumkur, bang Karnataka, Ấn Độ.